# Nie wieder Liebe
Nie wieder Liebe ist eine deutsche Filmkomödie aus dem Jahre 1931 von Anatol Litwak mit Lilian Harvey und Harry Liedtke in den Hauptrollen. Die Geschichte basiert auf dem Roman „Dover-Calais“ von Julius Berstl.

## Handlung
Der reiche US-Playboy Sandercroft hat von den Frauen die Nase voll, zu häufig wurde er in den letzten Jahren vom weiblichen Geschlecht enttäuscht. Daher soll für die nächsten fünf Jahre das Motto „Nie wieder Liebe“ gelten. Sein nicht minder wohlhabender Freund Jack wettet, dass er das niemals durchhalten werde, woraufhin beide Männer um eine halbe Million Dollar wetten. Da Sandercroft keinesfalls verlieren möchte und an Land die Versuchungen seitens der Damenwelt zu groß wären, entschließt er sich dazu, mit gleichgesinnten Kumpanen, darunter seinem treuen Diener Jean, mit seiner Luxusyacht „Odysseus“ auf großen Segeltörn über die Weltmeere zu gehen. Jean bekommt darüber hinaus von seinem Boss den speziellen Auftrag übertragen, ihn unter jeden Umständen von Frauen fernzuhalten, sollte vielleicht doch einmal ein Landgang vonnöten sein.
Vier Jahre lang geht alles, gut, da weicht die Front der Entsager langsam aber sicher auf. So mancher der Matrosen würde gern mal wieder eine Frau im Arm halten, doch Sandercroft hat nicht die Absicht einzuknicken. Sandercrofts Mannschaft, eine Ansammlung von Spitzbuben, wird immer mürrischer, ein Hauch von Meuterei liegt in der Luft. Da kommt ihnen allen der Zufall in die Quere, als sie eine Schiffbrüchige zwischen Dover und Calais aus dem Ärmelkanal fischen. Die pitschnasse junge Dame trägt einen die Gemüter der Kerle noch überdies anheizenden Badeanzug und nennt sich Gladys. Da jene Britin ein Höchstmaß an Versuchung für die sexuell ausgehungerten Matrosen aber auch für ihn darstellt, möchte Sandercroft Gladys am liebsten sofort wieder über die Reling zu den Fischen schubsen und weiß seinen Getreuen Jean auf seiner Seite. Die Kerls an Bord aber haben längst Stielaugen bekommen und verweigern diesmal ihrem Boss die Gefolgschaft.
Gladys bleibt dem Willen der Crew entsprechend an Bord und bringt mit ihrem feenhaften Sexappeal und flirrenden Charme alle und alles an Bord gehörig durcheinander. Auch Sandercroft muss all seine Willenskraft aufwenden, um nicht Gladys’ Verführungsversuchen zu erliegen. Eines Tages ist die junge Dame verschwunden und mit ihr Sandercrofts Barvermögen. Sofort nimmt der amerikanische Millionär an, dass die zwischenzeitlich als Hochstaplerin verdächtigte Engländerin lange Finger gemacht haben könnte. Im Nobelhotel „Negresco“ in Nizza begegnet Sandercroft Gladys wieder. Nun klärt sich auch ihr mysteriöses Verschwinden: Diener Jean hatte sie bei Nacht und Nebel von Bord gebracht, um seinen Chef vor weiteren Versuchungen zu bewahren. Sandercroft, der sich in der Zwischenzeit in die reizende Gladys verliebt hatte, will sie am liebsten in seine Arme schließen, doch da entfleucht sie schon wieder. Als der Amerikaner die mysteriöse Fremde eingeholt und umarmt, glaubt der anwesende Jack, endlich die Wette gewonnen zu haben. Der Spitzbube hatte nämlich Gladys engagiert, damit sie Freund Sandercroft verführen möge. Doch in exakt diesem Moment sind die fünf Jahre herum.

## Produktionsnotizen
Nie wieder Liebe wurde vom 12. März bis in den April 1931 hinein in Nizza und an der Côte d’Azur (Südfrankreich) gedreht. Die Uraufführung war am 27. Juli 1931.
Noé Bloch übernahm auch die Produktionsleitung. Die Filmbauten schufen Robert Herlth, Walter Röhrig (Entwurf) und Werner Schlichting (Ausführung). Hans-Otto Borgmann übernahm die musikalische Leitung, die Liedtexte verfasste Robert Gilbert. Max Ophüls diente als Regieassistent bzw. Dialogregisseur: Er hatte bereits 1927 das Stück „Dover-Calais“ an einem Frankfurter Theater inszeniert. Fritz Klotzsch diente als Aufnahmeleiter.
Die Wasserszenen wurden in einem Wellenbad gedreht.
Von Nie wieder Liebe wurde zeitgleich auch eine französischsprachige Version unter dem Titel Calais-Douvres hergestellt. Sie lief am 18. oder am 20. September 1931 im Pariser Kino Palais Rochechauart an. Lilian Harvey übernahm auch hier die weibliche Hauptrolle.

## Kritiken
Der Film fand im In- wie im Ausland mit einigen Einschränkungen eine überwiegend freundliche Aufnahme. Nachfolgend vier Beispiele:

„Karneval und Blumenkorso in Nizza, Autorennen über gefährlich gewundene Bergstraßen, viel belachtes happy ending, sommerliches Zuschauer-Herz, was willst du noch mehr! Drei Starnamen stehen auf der Abend-Speisekarte: Lilian Harvey, Harry Liedtke, Felix Bressart. Viele populäre Namen daneben. (…) Nach der Vertiefung des Technischen, nach der wiedergefundenen Bild-Schönheit ist dringendstes Gebot: Sorge für das Geistige. Dabei wäre diese Geschichte von der Wette zweier Millionäre, die den einen zwingt, fünf Jahre keine Frau anzusehen, mit ein paar kleinen Kniffen noch ganz anders auf Touren zu bringen gewesen; nur das Allzu-Unwahrscheinliche wahrscheinlicher machen, und dem Publikum jede Möglichkeit zum Mitgehen bieten, und schon wäre aus einer harmlos-netten Dutzendhandlung eine prickelnd-aufregende Geschichte geworden. (…) Anatol Litwak gelingt die Darstellung der Schiffsatmosphäre gut. Zusammen mit der Musik von Mischa Spoliansky und den frischen Texten von Robert Gilbert wird zur Freude der anwesenden weiblichen Kinobesucher dargelegt, wie leicht sich die Männer das Leben ohne Frauen denken und wie jämmerlich sie sich fühlen, wenn das fünfte Jahr des so leicht gedachten Zölibats heraufdämmert.“

„Diese kleine Belanglosigkeit … wurde von den Drehbuchautoren so gedehnt und gestreckt, so beladen und überladen mit vorschriftsmäßigen Publikumswirksamkeiten, daß die kleine Geschichte und oft auch die gute Darstellung viel eingebüßt hat an lustspielhaftem Tempo. Litwak, Mitautor (neben I. von Cube) und Regisseur, hatte manchen hübschen Einfall, dem stark applaudiert wurde. Harry Liedtke spielt in nobler Zurückhaltung den liebesmüden Sondercroft, während Lilian Harvey in allen nur irgend denkbaren Kostümierungen (vom Badetrikot bis zum Autodreß) in heiterster Anmut tanzt, singt und spielt. Die große Schar ihrer Verehrer und Verehrerinnen wird von dieser neuen Rolle der anmutigen Lilian recht entzückt sein. Köstlich und sehr klug gebändigt spielt Bressart einen besorgten Diener. Das künstlerische Erlebnis des Films aber ist Margo Lion. Wie sie in der Matrosenkneipe ein Chanson hinlegt, das mache ihr mal eine nach! (…) Mischa Spoliansky kann sich gar keine bessere Interpretin für seine Lieder wünschen.“

Als der Film am 15. Januar 1932 in den USA (New York) anlief, lobte Variety Nie wieder Liebe mit folgenden Worten: „Mal wieder eine amüsante Idee von seinem [Litvaks] neuesten deutschen Musical“. Der Rezensent beklagte aber auch eine gewisse Langsamkeit in der Handlung für amerikanische Sehgewohnheiten und empfahl: „20 Minuten herausschneiden und dementsprechend das Tempo anziehen, und dieser Film würde eine erstklassige Musikkomödienfarce sein“.
Die New York Times sah in Nie wieder Liebe „eine fröhliche deutsche Version der alten Geschichte von Don Juan, der auf Jahre hinweg allen Frauen abschwören will“.